# Microscópio eletrônico de transmissão

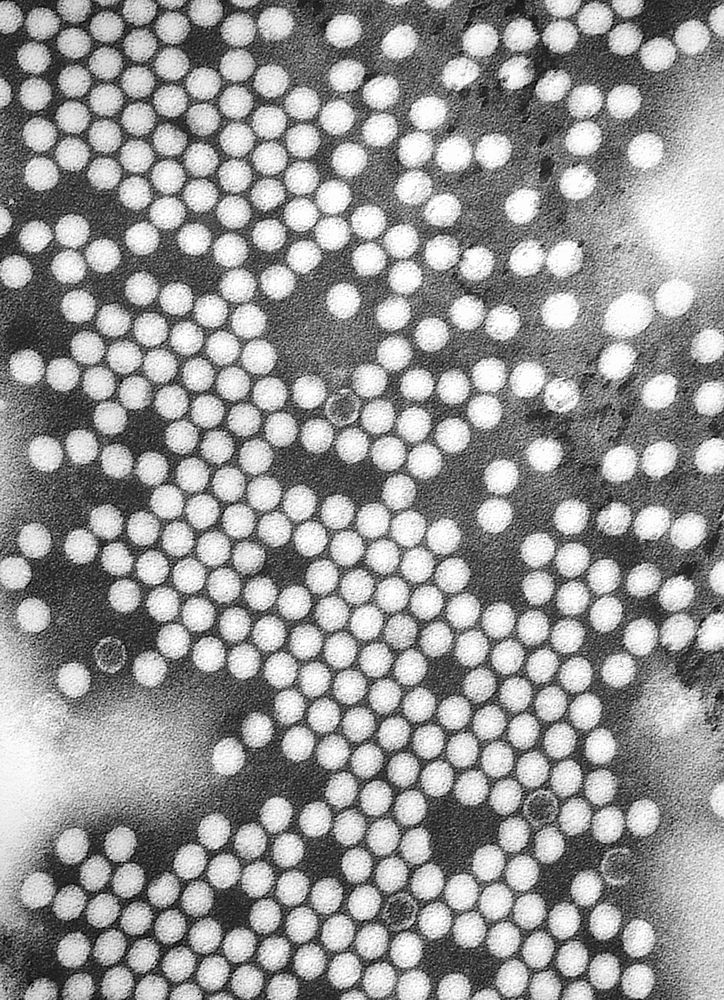
Uma imagem obtida a partir do MET. O vírus da poliomielite mede 30 nm.

Um microscópio eletrônico de transmissão (português brasileiro) ou microscópio eletrónico de transmissão (português europeu) (MET) é um microscópio no qual um feixe de elétrons é emitido em direção a uma amostra ultra fina, interagindo com a amostra enquanto a atravessa. A interação dos elétrons transmitidos através da amostra forma uma imagem que é ampliada e focada em um dispositivo de imagem, como uma tela fluorescente em uma camada de filme fotográfico, ou detectada por um sensor como uma câmera CCD.
Um MET é capaz de exibir imagens a uma resolução significativamente maior em comparação com os microscópios óticos devido ao pequeno comprimento de onda dos elétrons. Tal característica permite ao usuário examinar  detalhes ínfimos, até mesmo uma simples coluna de átomos, a qual é dezenas de milhares vezes menor do que o menor objeto reconhecível em um microscópio ótico. O MET é um dos principais métodos de análise em uma vasta gama de campos científicos, tanto em ciências físicas quanto biológicas. O MET é aplicado na pesquisa do câncer, virologia e na ciência dos materiais, além das pesquisas de poluição, nanotecnologia e semicondutores.
A pequenas ampliações, o (contraste) na imagem deve-se à absorção de elétrons pelo material, como consequência da sua espessura e composição. A ampliações maiores, a intensidade da imagem é resultante de um conjunto complexo de interações de ondas, o que requer a análise das imagens obtidas por parte de peritos. A alternância entre estas formas de uso permite observar através do MET modulações na composição química, orientação de cristais, estrutura eletrônica e a indução da mudança da fase eletrônica bem como as comuns imagens baseadas na absorção do material.
O primeiro MET foi construído por Max Knoll e Ernst Ruska em 1931, parte do grupo que desenvolveria o primeiro MET com poder de resolução superior ao da luz em 1933 e o primeiro TEM comercial em 1939.

## História

### Desenvolvimento inicial

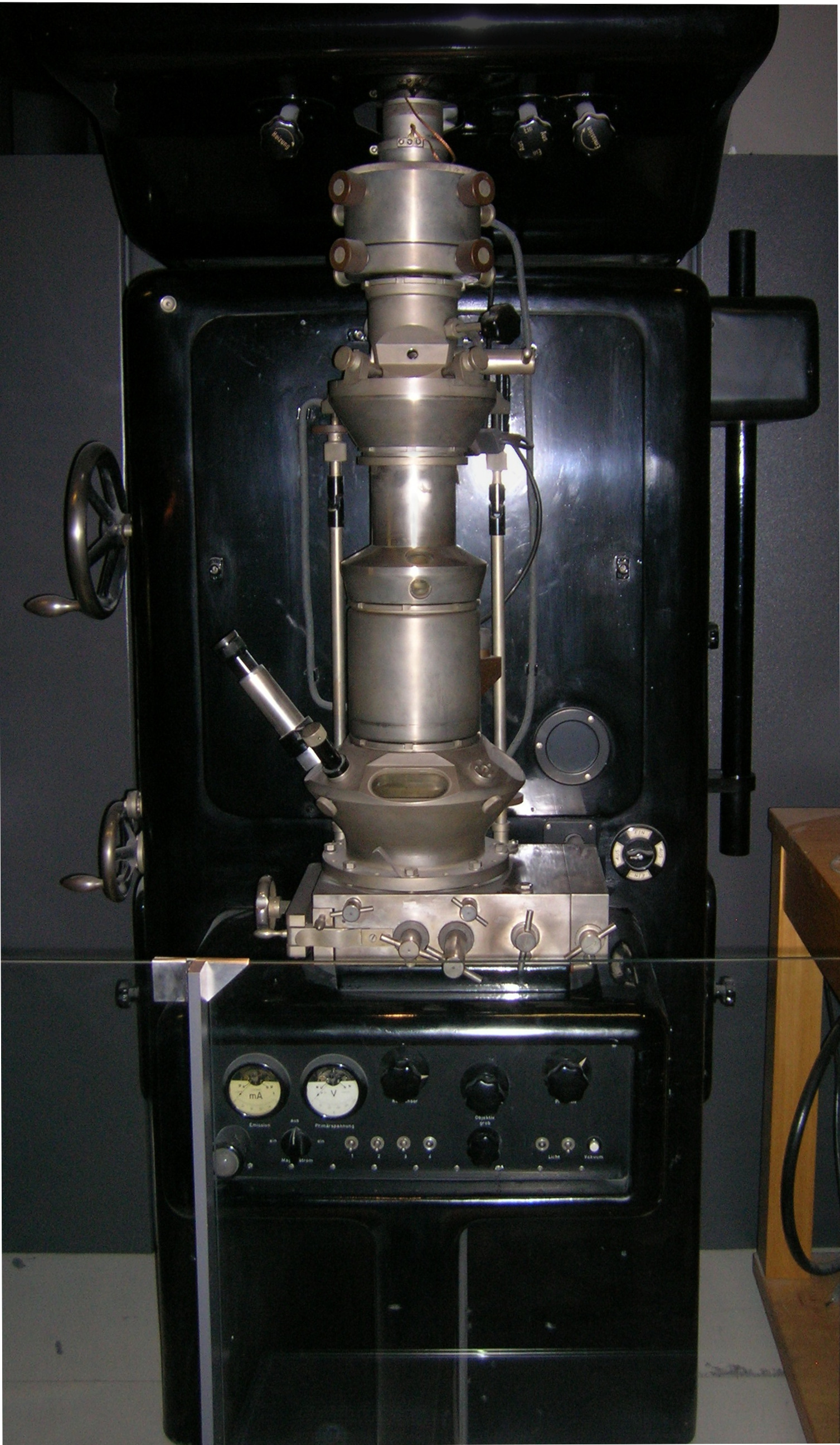
O primeiro MET, originalmente instalado no I.G. Farben-Werke e agora em exposição no Deutsches Museum em Munique, Alemanha.

Foi Ernst Abbe quem originalmente postulou que a capacidade para obtenção de detalhe na visualização de um objeto era limitada pelo comprimento de onda da luz usada no processo, limitando assim a ampliação máxima possível de ser obtida através de um microscópio óptico para alguns micrometros.
O desenvolvimento ocorrido nos microscópios de raios ultravioleta, conduzido por Köhler e Rohr, viria a permitir um aumento de ampliação de cerca de um ou dois fatores. Contudo, este tipo de luz implicava o uso de componentes óticos de quartzo mais dispendiosos, devido à sua absorção dos raios UV. Na época, acreditava-se que obter uma imagem abaixo de um micrômetro seria simplesmente impossível devido às restrições impostas pelo comprimento de onda da luz.
Já anteriormente, em 1858, tinha sido constatado por Plücker que o desvio de raios catódicos (elétrons) era possível graças ao uso de campos magnéticos. Este efeito foi usado na construção de osciloscópios de raios catódicos (ORC) primitivos em 1897 por Ferdinand Braun, concebidos como dispositivos de medição. De fato, em 1891, foi admitido por Riecke que os raios catódicos podiam ser focados por esses campos magnéticos, permitindo o uso de lentes simples. Posteriormente esta teoria foi confirmada por Hans Busch no seu trabalho publicado em 1926, que mostrou que as equações aplicadas à ótica podiam, mediante determinados pressupostos, ser também aplicadas aos electrões.
Em 1928, na Universidade de Tecnologia de Berlim, Adolf Matthias, professor de Tecnologia de alta tensão e instalações elétricas, nomeou Max Knoll para liderar um grupo de investigadores para aperfeiçoar o desenho do ORC. Esse grupo era composto por diversos doutorandos incluindo Ruska e Bodo von Borries. A equipa ocupou-se sobretudo com o desenho das lentes e o posicionamento da coluna do ORC, do qual  tentaram obter parâmetros que poderiam ser otimizados para permitir a construção de melhores modelos de ORC, assim como o desenvolvimento de componentes óticos para electrões que pudessem ser usados na geração de imagens em ampliações menores (próximas de 1:1). Em 1931 o grupo conseguiu a geração de imagens ampliadas de malhas colocadas sob a abertura do ânodo. O dispositivo usava duas lentes magnéticas para conseguir ampliações maiores sendo este, discutivelmente, o primeiro microscópio eletrônico. No mesmo ano Reinhold Rudenberg, diretor científico da Siemens, um microscópio de electrões com uma lente eletroestática.

### Aumento da resolução
Nesta época, ainda não tinha sido completamente compreendido o comportamento em onda dos elétrons, que ainda se considerava serem partículas carregadas de matéria. Foi apenas em 1927 que se publicou De Brogle Hypotesis, uma investigação sobre a onda natural de elétrons. O grupo só teve conhecimento da publicação em 1932, momento em que rapidamente compreendeu que o comprimento da onda de Broglie era muitas ordens de magnitude menor que o comprimento da onda de luz, teoricamente permitindo imagens à escala do átomo. Em abril de 1932, Ruska sugeriu a construção de um novo microscópio de eletrões para a visualização direta de amostras inseridas no microscópio, em vez de simples malhas ou imagens feitas a partir de diafragmas. Com este dispositivo conseguiu-se tanto uma imagem difrativa como uma imagem normal de uma folha de alumínio. Contudo, não foi  possível demonstrar ampliações maiores do que as já possíveis com microscópios óticos, objetivo que apenas foi alcançado em setembro de 1933, com o registo de imagens de fibras de algodão momentos antes de serem rapidamente desfeitas pelo feixe de eletrões.
Nesta altura, o interesse no projeto do microscópio eletrônico aumentou, com outros grupos a contribuir para o avanço da tecnologia do MET, tal como o de Albert Prebus e James Hillier, ambos da Universidade de Toronto e autores do primeiro MET dos Estados Unidos em 1938.
A Siemens continuou a pesquisa em 1936, tendo como objetivo melhorar as propriedades de visualização do MET, principalmente no que diz respeito a amostras biológicas. Naquela época, os microscópios eletrônicos eram fabricados para grupos específicos, tal como o dispositivo "EM1" utilizado no Laboratório Nacional de Física do Reino Unido. Em 1939, o primeiro microscópio eletrônico comercial foi instalado no departamento de física do I. G Farben-Werke. O avanço na investigação sofreu um revés durante II Guerra Mundial, quando um bombardeio aéreo destruiu os laboratórios da Siemens e causou a morte de dois dos investigadores, Heins Müller e Friedrich Krause.

### Outras pesquisas
Depois da Segunda Guerra Mundial, Ruska retomou a pesquisa na Siemens, onde construiu o primeiro microscópio capaz de ampliações na ordem das 100 mil vezes. Os princípios estruturais deste microscópio, com vários estágios de preparação ótica, é usado ainda hoje nos microscópios modernos. Começam a ser fabricados aparelhos em Manchester, no Reino Unido, nos Estados Unidos pela RCA, na Alemanha pela Siemens, e no Japão. A primeira conferência internacional sobre o tema foi organizada em Delft em 1942, contando com mais de cem participantes. De entre as conferências que se seguiram, inclui-se a "Primeira" conferência internacional em Paris, em 1950, e a de Londres em 1954.

Com o desenvolvimento do MET, iniciou-se a reinvestigação tecnológica no campo do microscópio eletrónico por varredura de transmissão (STEM), que apenas viria a ter resultados práticos no final da década de 1970, quando Albert Crewe da Universidade de Chicago desenvolveu o canhão de emissão de campo e adicionou uma lente objetiva de alta qualidade na criação do primeiro STEM. Com este desenho, Crewe demonstrou a capacidade de visualização de átomos através da técnica de imagem de campo escuro anular. Crewe, em conjunto com colaboradores na Universidade de Chicago, desenvolveu também a emissão de elétrons por campo a frio e construiu um STEM capaz de visualizar átomos únicos sobre finos substratos de carbono.

## Fundamentos
O objetivo de qualquer tipo de microscopia é determinar a estrutura do objeto a partir do qual está se obtendo a imagem observada. No caso da microscopia quantitativa tem-se de conhecer para este propósito não somente as propriedades ópticas do sistema de imagem mas também as características da iluminação do objeto sob investigação (aqui, num sentido independente de luz visível ou outro tipo de radiação).
Pode-se mostrar que para a microscopia convencional é suficiente conhecer-se as propriedades estatísticas de segunda ordem da iluminação. No caso da microscopia com luz visível as propriedades estatísticas de 2ª ordem são descritas pela teoria da coerência parcial. O conhecimento que tem sido adquirido neste campo pode ser transferido diretamente para o caso da microscopia eletrônica. Pode-se objetar que na microscopia eletrônica tem-se de levar em conta o fato que elétrons são férmions enquanto fótons são bósons. Como efeitos de spin são muito pequenos pode-se seguramente negligenciar os spins das partículas que tomam parte do processo de obtenção da imagem. Pode-se também ignorar a diferença em estatísticas, Fermi-Dirac para elétrons e Bose-Einstein para fótons, porque os feixes usados em ambos os tipos de microscopia tem um baixo parâmetro de degeneração. Então não existe uma diferença essencial entre microscopia com luz e elétrons.

### Elétrons
Em teoria, a resolução máxima (d), que se pode obter com um microscópio ótico é limitada pelo comprimento da onda dos fótons que são usados para varrer a amostra, (λ), e a abertura numérica do sistema NA (de numerical aperture).
{\displaystyle d={\frac {\lambda }{2\,n\,\sin \alpha }}\approx {\frac {\lambda }{2\,{\textrm {NA}}}}}
Cientistas no início do século XX teorizaram formas de contornar as limitações impostas pelo comprimento de onda relativamente grande do Espectro Visível (comprimento da onda de 400 até 700 nanômetros) usando elétrons. Como toda a matéria, os elétrons têm tanto propriedade de ondas como de partículas (dualidade onda-partícula, tal como defendeu Louis-Victor de Broglie), e as suas propriedades de onda significam que possa ser feito um feixe de eletrões de modo a que se comporte como um feixe de radiação eletromagnética. O comprimento da onda dos elétrons é calculado igualando a equação de Louis-Victor de Broglie com a energia cinética de um elétron. Deve ser feita uma correção adicional que leve em conta efeitos da relatividade, já que num MET a velocidade de um elétron se aproxima da velocidade da luz,(c).
{\displaystyle \lambda _{e}\approx {\frac {h}{\sqrt {2m_{0}E(1+{\frac {E}{2m_{0}c^{2}}})}}}}
onde h é a constante de Planck, m0 que é a massa em repouso de um elétron e E é a energia do elétron acelerado. Num microscópio eletrônico os Elétrons são normalmente gerados através de um processo designado por emissão termiônica de um filamento, normalmente tungstênio, da mesma forma que uma lâmpada, ou em alternativa através da emissão de elétrons por campo. Os elétrons são então acelerados por um potencial elétrico (medido em volts) e focados para a amostra por lente elétroestática e eletromagnéticas. O feixe retransmitido contém informação sobre a densidade dos eletrões, a fase e periodicidade, sendo usado para formar a imagem.

### Formação da fonte

Disposição de componentes óticos em um MET básico.

Do topo para baixo, um MET consiste de uma fonte de emissão, a qual pode ser um filamento de tungstênio, ou uma fonte de hexaboreto de lantânio (LaB6). Para tungstênio, esta será da forma de um filamento de um grampo de cabelo, ou um filamento em forma de pequena espiga. Fontes de LaB6 utilizam pequenos monocristais. Ao conectar este "canhão" a uma fonte de alta tensão (tipicamente ~100-300 kV) o canhão irá, dada corrente suficiente, iniciar a emitir elétrons seja por emissão termoiônica ou emissão de elétrons por campo no vácuo. Essa extração é normalmente auxiliada pelo uso de um cilindro de Wehnelt. Após a extração, as lentes superiores do MET permitem a formação da sonda eletrônica com o tamanho e localização desejada para a interação posterior com a amostra.
A manipulação dos elétrons no tubo é causada por dois efeitos. A interação dos elétrons com o campo magnético causa o movimento dos elétrons na direção desejada, dessa forma permitindo o eletroímã manipular o feixe de elétrons. O uso de campos magnéticos permite a formação de lentes magnéticas de diferentes poderes de foco, a forma das lentes originais permitem a distribuição do fluxo magnético, além disso, o campo eletroestático pode usar os elétrons para desviar os elétrons do fluxo magnético. Adicionalmente, campos eletrostáticos podem causar a deflecção dos elétrons através de um ângulo constante, devido a carga elétrica viajar através de um campo elétrico. O acoplamento de dois desvios em direções opostas, com um pequeno espaço intermediário, permite a formação de uma mudança no caminho do feixe, sendo utilizado em MET para o deslocamento do feixe. Posteriormente, isto é extremamente importante para microscópio eletrônico de varredura por transmissão (MEVT, scanning transmission electron microscope, STEM). A partir desses dois efeitos, bem como do uso de um sistema de imagem eletrônica, o controle suficiente sobre o trajeto do feixe é possível para a operação do MET. A configuração ótica do MET pode ser rapidamente modificada, diferentemente do microscópio ótico, cujo feixe de lentes devem ser posicionadas, mudando sua ampliação. Para MET bastam ser totalmente desativadas por meio de um chaveamento rápido (interruptores), cuja velocidade máxima é limitada pelos efeitos como a histerese magnética das lentes.

### Ótica
As lentes de um MET conduzem a convergência do feixe, com o ângulo de convergência como um parâmetro variável, dando ao MET a habilidade de mudar a ampliação modificando simplesmente a quantidade de corrente fluindo através da bobina, lentes magnéticas quadripolares ou hexapolares. A lente quadripolar é um arranjo de bobinas eletromagnéticas nos vértices de um quadrado, permitindo a geração de campos magnéticos que comportam-se como lentes, a configuração hexapolar simplesmente melhora a simetria da lente usando seis, ao invés de quatro bobinas. O uso de elementos óptica eletrônica hexapolar para corrigir as aberrações esféricas das lentes objetivas de um microscópio eletrônico de varredura de baixa tensão tem sido investigado. Comparado com os corretores convencionais quadripolares e octapolares, sistemas hexapolares são mais simples no design, mais fáceis de ajustar e menos sensíveis às imperfeições de fabricação e às instabilidades da fonte de alimentação.
Tipicamente um MET consiste de três estágios de lentes. Os estágios são as lentes do condensador, as lentes da objetiva, e as lentes do projetor. As lentes do condensador são responsáveis pela formação primária do feixe, enquanto que as lentes objetivas focam o feixe para baixo na própria amostra. As lentes do projetor são utilizados para expandir o feixe sobre a tela de fósforo ou outro dispositivo de imagem, tal como um filme. A magnificação do MET é devida à razão das distâncias entre o espécime e o plano da imagem das lentes da objetiva. Lentes adicionais quadri ou hexapolares permitem a correção de distorções assimétricas do feixe, conhecidas como astigmatismo.
Note-se que as configurações da óptica de um MET diferem significativamente com a implementação, com fabricantes utilizando configurações personalizadas de lentes, como na correção de aberração esférica de instrumentos, ou equipamentos do tipo MET utilizando filtragem de energia para corrigir a aberração cromática de elétrons.

### Visor
Sistemas de imagens em um MET consistem de uma tela de fósforo, a qual pode ser feita de sulfeto de zinco finamente particulado (10-100 μm), para observação direta pelo operador. Opcionalmente, um sistema de gravação de imagem tal como um filme baseado ou tela CCD acoplado dopada com granada de ítrio e alumínio (YAG, yttrium aluminium garnet). Normalmente, estes dispositivos podem ser removidos ou inseridos no caminho do feixe pelo operador na medida do exigido.

## Componentes

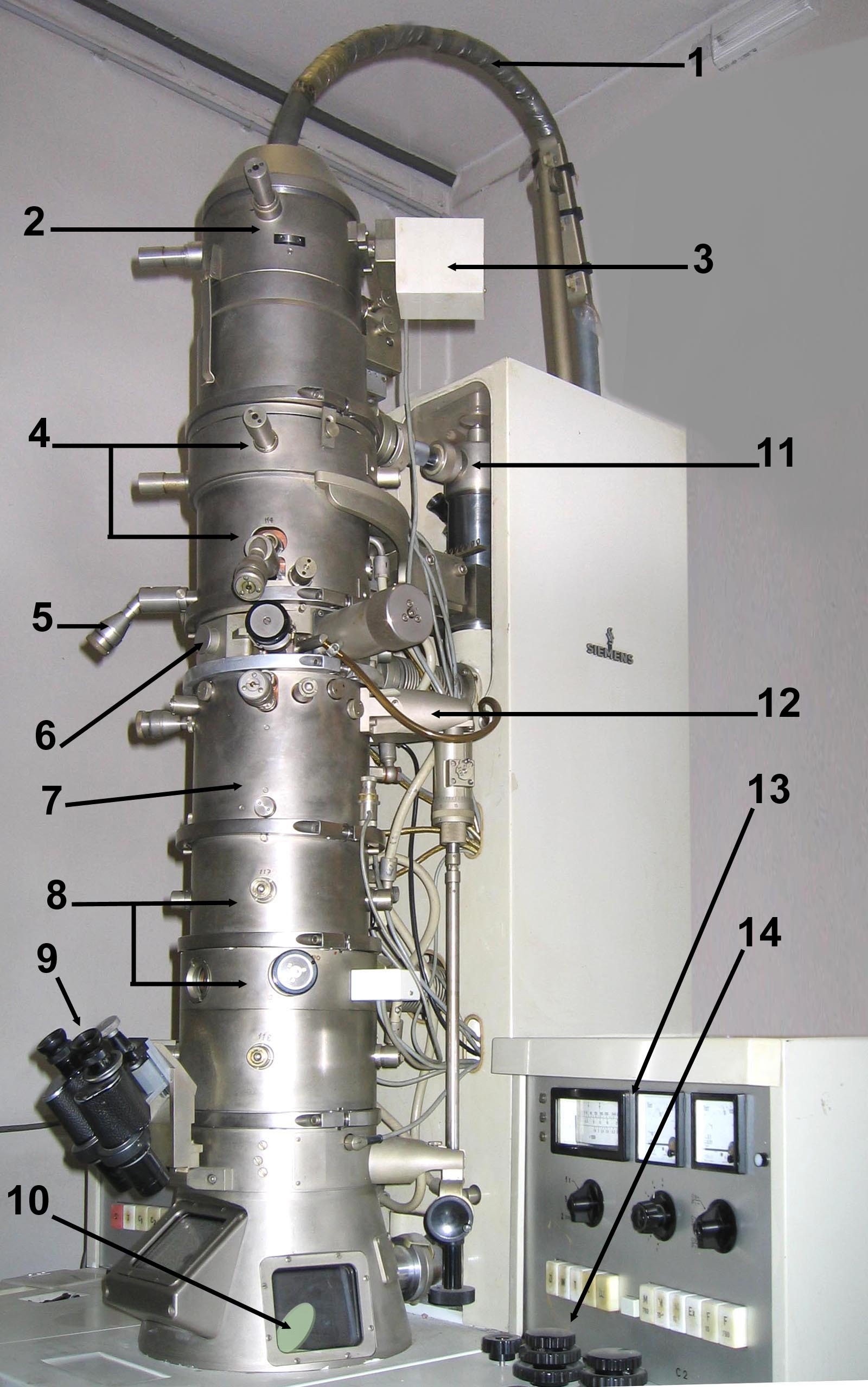
A fonte de elétrons do MET está no topo, onde o sistema de lentes (4,7 e 8) foca o feixe sobre o espécime e então projeta-o sobre a tela de cisualização (10). O controle do feixe está à direita (13 e 14).

Um MET é composto de diversos componentes, os quais incluem um sistema de produção de vácuo no qual os elétrons viajam, uma fonte de emissão de elétrons para a geração da corrente de elétrons, uma série de lentes eletromagnéticas, assim como placas eletrostáticas. Os dois últimos permitem ao operador orientar e manipular o feixe, conforme necessário. Também é necessário um dispositivo para permitir a inserção, o movimento interno e a retirada de amostras do trajeto do feixe. Dispositivos de imagens são posteriormente usados para criar uma imagem dos elétrons que saem do sistema.

### Sistema de vácuo
Para aumentar o percurso livre médio da interação do gás de elétrons, um MET padrão é evacuado para baixas pressões, tipicamente na ordem de 10−4 Pa. A necessidade para isso é dupla: primeiro prover subsídios para a diferença de tensão entre o catodo e o terra sem gerar um arco, por outro, reduzir a frequência de colisão dos elétrons com os átomos de gás para níveis insignificantes, este efeito é caracterizado pelo percurso livre médio. Componentes de um MET, tais como suportes de amostras e os cartuchos de filme devem ser rotineiramente inseridos ou substituídos exigindo um sistema com capacidade para evacuar novamente em uma base regular. Como tal, um MET é equipado com vários sistemas de bombeamento e câmaras pressurizadas e não são permanentemente selados a vácuo.
O sistema de vácuo para a evacuação de um MET em nível de pressão de operação consiste de diversos estágios. Inicialmente um vácuo baixo ou grosseiro é obtido por meio de uma bomba de palhetas rotativas ou por bombas de diafragma trazendo o MET a uma pressão suficientemente baixa para permitir o funcionamento de bombas turbomoleculares ou de difusão, as quais conduzem o MET a um nível de alto vácuo necessário para operação. Para permitir que não seja exigido o funcionamento contínuo da bomba de baixo vácuo baixo, enquanto continuamente operando as bombas turbomoleculares, o lado do vácuo de uma bomba de baixa pressão pode ser conectado a câmaras que acomodam os gases de escape da bomba turbomolecular. Seções do MET podem ser isolados pelo uso de válvulas de gaveta, para permitir diferentes níveis de vácuo em áreas específicas, como o alto vácuo de 10−4 a 10−7 Pa ou mais alto no canhão de elétrons, como nos casos de MET de alta resolução ou de emissão de campo.
Um MET de alta voltagem requer vácuos ultra altos na faixa de 10−7 a 10−9 Pa para prevenir a geração de arco elétrico, particularmente no cátodo do MET. Assim, para um MET de mais alta voltagem, um terceiro sistema de vácuo pode operar, com o canhão isolado da câmara principal, quer pelo uso de válvulas de gaveta ou pelo uso de bombeamento diferencial de abertura. O bombeamento diferencial de abertura é um orifício pequeno que impede a difusão de moléculas de gás na área de vácuo mais alto do canhão mais rápido do que pode ser bombeado para fora. Para essas pressões muito baixas, tanto uma bomba de íon ou um material getter (armadilha de gás) são usados.
Vácuo pouco intenso em um MET pode causar diversos problemas, da deposição de gás dentro do MET sobre o espécime que esta sendo visto através de um processo conhecido como deposição induzida por feixe de elétrons, ou em casos mais graves danos para o cátodo por uma descarga elétrica. Problemas de vácuo devidos a sublimação do espécime são limitados pelo uso de uma armadilha fria a adsorção de gases sublimados na vizinhança do espécime.

### Porta-objetos do espécime

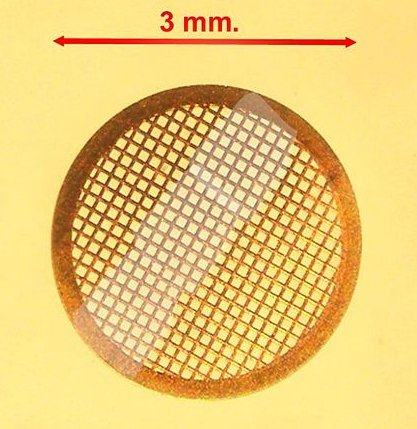
Amostra de MET apoiada em uma "grelha" malha, com seções de ultramicrotomia.

O projeto do porta-objetos do espécime de um MET (correspondente à platina dos microscópios óticos) incluem eclusas de ar para permitir a inserção do suporte da amostra no vácuo com um aumento mínimo na pressão em outras áreas do microscópio. Os fixadores da amostra são adaptados para manter um tamanho padrão de grelha sobre a qual a amostra é colocada ou um tamanho padrão de amostra auto-sustentável. O tamanho padrão da grelha de um MET é um anel de 3,05 mm de diâmetro, com tamanho, espessura e malhas variando de alguns a 100 μm. A amostra é colocada sobre a área interna em malha com um diâmetro de cerca de 2,5 mm. Os materiais mais comuns da grelha são cobre, molibdênio, ouro ou platina. Essa grelha é colocada no porta-amostras que está emparelhado com o porta-objeto da amostra. Existe uma grande variedade de disposições de pota-objetos e de fixadores, dependendo do tipo de experimento a ser realizado. Além das grelhas de 3,05 mm, por vezes, são usadas grelhas de 2,3 mm, mesmo que raramente. Estas grelhas são particularmente usadas nas ciências minerais, onde um grande grau de inclinação pode ser necessária e onde o material amostra pode ser extremamente raro. Espécimes transparentes aos elétrons podem ter uma espessura em torno de 100 nm, mas este valor depende da voltagem de aceleração.
Uma vez inseridos em um MET, a amostra geralmente tem que ser manipulada para apresentar a região de interesse para o feixe, como em uma única difração de grão (cristalito), em uma orientação específica. Para acomodar isso, o porta-objetos do MET inclui mecanismos para a translação da amostra no plano XY da amostra, do ajuste da altura Z do fixador da amostra, e, normalmente, há pelo menos um grau de liberdade de rotação para a amostra. Assim, um estágio de MET pode fornecer quatro graus de liberdade para o movimento do espécime. A maioria dos modernos METs dispõem da capacidade para dois ângulos ortogonais de movimento de rotação ortogonal com disposições de fixadores especializados, chamados porta-amostras de inclinação dupla. Note-se, porém, é que alguns projetos do porta-objetos, como a entrada superior ou estágios de inserção vertical, uma vez comum para estudos de alta resolução em um MET, podem simplesmente só ter translação XY disponíveis. Os critérios de projeto de porta-objetos de um MET são complexos, devido às exigências simultâneas de restrições mecânicas e de óptica de elétrons e, assim, gerar muitas implementações únicas.
Um porta-objetos de MET é requerido para ter-se a habilidade de fixar um espécime e manipulá-lo para trazer a região de interesse para o trajeto do feixe de elétrons. Como o MET pode operar sobre uma ampla faixa de magnificações, o porta-objetos deve ser também altamente resistente à deriva mecânica, com requisição de deriva tão baixos como poucos nm/minuto enquanto é capaz de se mover vários μm/minuto, com exatidão do reposicionamento da ordem de nanômetros. Os projetos iniciais de MET conseguiam isto com um complexo conjunto de dispositivos por engrenagens mecânicas, permitindo ao operador controlar com precisão o movimento do porta-objetos por diversas hastes de rotação. Os dispositivos modernos podem usar dispositivos elétricos no porta-objetos, usando parafusos operando em conjunto com motores de passos, provendo o operador com um controle computadorizado do porta-objetos, tais como um joystick ou trackball.
Existem duas disposições principais para porta-objetos em um MET, a versão de entrada lateral e a de entrada pelo topo. Cada projeto deve acomodar o fixador correspondente para permitir a inserção de espécimes sem qualquer dano a delicada ótica ou permitir gás nos sistemas do MET sob vácuo.

Um diagrama de um suporte de inclinação de eixo único para a inserção de amostra em goniômetro de MET. A inclinação do fixador é obtida através da rotação de todo o goniômetro.

O mais comum é o fixador com entrada lateral, onde o espécime é colocado próximo de uma ponta de uma haste de metal (latão ou aço inoxidável), com a amostra colocada no plano em uma pequena cavidade. Ao longo da haste estão vários anéis de vácuo de polímero para permitir a formação de um selo de vácuo de boa qualidade, quando inseridos no porta-objetos. O porta-objetos é concebido assim para acomodar a haste, colocando o espécime no meio ou perto da lente objetiva, depende do desenho da objetiva. Quando inserido no porta-objetos, o fixador com entrada lateral tem a sua ponta contidos no vácuo do MET, e a base é acessível à atmosfera, sendo a vedação formada pelos anéis de vácuo.
Os procedimentos de inserção para um MET com fixadores com entrada lateral normalmente envolvem a rotação da amostra para provocar micro switch que inicia a evacuação da câmara antes que a amostra seja introduzida na coluna do MET.
A segunda disposição é o fixador com entrada pelo topo de um cartucho que tem o comprimento de diversos cm com uma cavidade usinada pelo eixo do cartucho. O espécime é carregado na cavidade, podendo se utilizar um pequeno anel de fenda para manter o espéciem no lugar. O cartucho é inserido em uma escotilha com a cavidade perpendicular ao eixo ótico do MET. Quando selado, a escotilha é manipulada empurrando-se o cartucho, este acomodando-se na posição, onde a abertura da cavidade fica alinhada com o eixo do feixe, de tal forma que o feixe percorre a cavidade do cartucho e o espécime. Tais disposições normalmente são incapazes de serem inclinadas sem bloquear o caminho do feixe ou interferir com a lente objetiva.

### Canhão de elétrons
O canhão de elétrons é formado por vários componentes: o filamento, um circuito de polarização, uma capa Wehnelt, e um ânodo de extração. Ao ligar o filamento para o componente negativo da alimentação de energia, os elétrons podem ser "bombeados" do canhão de elétrons para a placa do ânodo, e coluna do MET, completando assim o circuito. O canhão é projetado para criar um feixe de elétrons saindo do dispositivo em um determinado ângulo, conhecido como o semiângulo de divergência do canhão, α. Ao construir o cilindro Wehnelt tal que tenha uma carga negativa maior do que o próprio filamento, os elétrons que saem do filamento de uma maneira divergente são, quando em bom funcionamento, forçados a um padrão convergente de tamanho mínimo que é o diâmetro cruzado do canhão.
A densidade de corrente de emissão termoiônica, J, pode ser relacionada à função trabalho do material emitente e é uma distribuição de Boltzmann dada abaixo, a equação de Richardson-Dushman, onde A é uma constante, Φ é a função de trabalho e T é a temperatura do material.
{\displaystyle J=AT^{2}exp(-{\frac {\Phi }{kT}})}
Esta equação mostra que para atingir a densidade de corrente suficiente, é necessário aquecer o emissor, tomando cuidado para não causar danos através da aplicação de calor excessivo, por esta razão materiais com um alto ponto de fusão, como o tungstênio, ou aqueles com uma baixa função de trabalho (LaB6) são necessários para o filamento do canhão. Além disso, tanto as fontes de hexaboreto de lantânio e o tugstênio devem ser aquecidos para alcançar a emissão termiônica, este pode ser conseguida através da utilização de uma pequena fita de resistência. Para evitar choques térmicos, muitas vezes há um retardo imposto na aplicação de corrente para a ponta, para evitar gradientes térmicos que danificam o filamento, o retardo é geralmente alguns segundos para o LaB6, e significantemente mais baixo para o tungstênio.

### Lentes eletrônicas

Diagrama de uma lente de MET de disposição de peças de polos divididos.

As lentes eletrônicas são projetadas para atuar de uma maneira que emula as lentes óticas, por focar raios paralelos em uma distância focal constante. Lentes podem operar eletrostaticamente ou magneticamente. A maioria das lentes eletrônicas para TEM utilizam bobinas eletromagnéticas para gerar uma lente convexa. Para estas lentes o campo produzido pelas lentes deve ser radialmente simétrico, como o desvio da simetria radial das lentes magnéticas causa aberrações tais como astigmatismo, e aberração esférica e cromática. Lentes eletrônicas são produzidas com ferro, ferro-cobalto ou ligas de níquel e cobalto, tais como permalloy. Estas são selecionadas por suas propriedades magnéticas, tal como a saturação, histerese e permeabilidade magnética.
Os componentes incluem o núcleo metálico, a bobina magnética, os pólos, os cabeçotes e os circuitos de controle externo. Os cabeçotes devem ser fabricados em uma maneira muito simétrica, já que constituem as condições de contorno para o campo magnético que forma a lente. Imperfeições no fabrico dos cabeçotes podem induzir graves distorções na simetria do campo magnético, que induzem a distorções que acabarão por limitar a capacidade das lentes para reproduzir o plano do objeto. As dimensões exatas do intervalo, do diâmetro interno do polo e adelgaçamento, bem como a concepção total da lente é frequentemente realizada por análise de elementos finitos do campo magnético, enquanto considerando as limitações térmicas e elétricas do projeto.
As bobinas que produzem o campo magnético estão localizados dentro do núcleo da lente. As bobinas podem conter uma corrente variável, mas geralmente utilizam altas tensões e, portanto, requerem isolamento significativo para evitar curto-circuito dos componentes da lente. Distribuidores térmicos são colocados para garantir a extração do calor gerado pela energia perdida com a resistência dos enrolamentos da bobina. Os enrolamentos podem ser refrigerados a água, usando uma fonte de água refrigerada, a fim de facilitar a remoção do grande calor produzido na operação.

### Aberturas
Aberturas são placas metálicas anulares, através das quais os elétrons que estão a uma distância fixa maior do eixo óptico podem ser excluídas. Estas são compostas por um pequeno disco metálico que é suficientemente espesso para impedir a passagem de elétrons através do disco, embora permita elétrons axiais. Esta permissão de elétrons centrais em um MET provoca dois efeitos simultâneos: por um lado, aberturas diminuem a intensidade do feixe pelos elétrons que são filtrados do feixe, o que pode ser desejável, no caso das amostras sensíveis ao feixe. Em segundo lugar, essa filtragem remove elétrons que estão espalhados em ângulos elevados, o que pode ser devido a processos indesejados, tais como a aberração esférica e cromática, ou devido à difração da interação dentro da amostra.
As aberturas são tanto aberturas fixas dentro da coluna, tais como a lente do condensador, ou aberturas móveis, que podem ser inseridas ou retiradas do caminho do feixe, ou movidas no plano perpendicular ao caminho do feixe. Dispositivos de aberturas são dispositivos mecânicos que permitem a seleção de diferentes tamanhos de abertura, que podem ser utilizadas pelo operador para a troca de intensidade e o efeito de filtragem da abertura. Dispositivos de aberturas são frequentemente equipados com micrômetros para mover a abertura, necessários durante a calibração óptica.

## Métodos de formação de imagem
Os métodos de formação de imagem em um MET utilizam as informações contidas na saída das ondas de elétrons a partir da amostra para formar uma imagem. As lentes do projetor permitem o correto posicionamento da distribuição eletrônica de onda para o sistema de visualização. A intensidade da imagem, I, assumindo grande qualidade do dispositivo de imagem, pode ser aproximada como proporcional ao tempo médio de amplitude da função de onda eletrônica, onde a onda que forma o feixe de saída é denotada por Ψ.
{\displaystyle I(x)={\frac {k}{t_{1}-t_{0}}}\int _{t_{0}}^{t_{1}}\Psi \Psi ^{\mathrm {*} }dt}
Diferentes métodos de formação de imagem, portanto, tentam modificar as ondas de elétrons que originam-se da amostra de uma forma que seja útil para obter informações com relação à amostra, ou o feixe em si. A partir da equação anterior, pode-se deduzir que a imagem observada não depende apenas da amplitude do feixe, mas também a fase dos elétrons, porém os efeitos de fase podem ser frequentemente ignorados nas menores ampliações. Imagens de maior resolução necessitam amostras mais finas e altas energias dos elétrons incidente. Portanto, a amostra não pode mais ser considerada absorvendo elétrons, através de um efeito da lei de Beer, mas a amostra pode ser modelada como um objeto que não altera a amplitude da função de onda eletrônica recebida. Pelo contrário, a amostra modifica a fase da onda de entrada, este modelo é conhecido como um objeto de fase pura, para amostras suficientemente finas os efeitos de fase dominam a imagem, dificultando a análise das intensidades observadas. Por exemplo, para melhorar o contraste na imagem do MET pode ser operada uma ligeira desfocagem para melhorar o contraste, devido à convolução pela função de transferência de contraste do MET, a qual, normalmente, diminui o contraste, se a amostra não é um objeto de fase fraco.

### Formação do contraste
A formação do contraste num MET depende grandemente do modo de operação. Técnicas complexas de formação de imagem, as quais utilizam a única habilidade de alterar-se as forças ou desativar-se as lentes, permitem muitos modos de operação. Estes modos podem ser usados para discernir informação que seja de interesse particular ao pesquisador.

#### Luminosidade de campo
O modo mais comum de operação para um MET é o modo de imagem de campo brilhante. Neste modo a formação do contraste, quando considerada classicamente, é formada diretamente pela oclusão e absorção de elétrons na amostra. Regiões mais espessas da amostra, ou regiões com números atômicos maiores aparecerão escuras, enquanto que as regiões com nenhuma amostra no caminho do feixe irão aparecer brilhante - daí o termo "campo brilhante". A imagem é de fato assumida como uma projeção bi-dimensional simples da amostra no eixo óptico, e uma primeira aproximação pode ser modelada através da lei de Beer, análises mais complexas requerem a modelagem para incluir informação de fase.

#### Contraste de difração

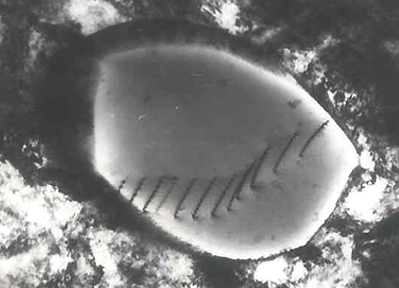
Micrografia de transmissão de elétrons de deslocamentos, os quais são falhas na estrutura do retículo cristalino na escala atômica.

As amostras podem apresentar contraste de difração, em que o feixe de elétrons sofre dispersão de Bragg, que no caso de uma amostra cristalina, dispersa elétrons em posições discretas no plano focal de fundo. Pela colocação de aberturas no plano focal de fundo, ou seja, a abertura da objetiva, as reflexões de Bragg desejadas podem ser selecionadas (ou excluídas), assim, apenas partes da amostra que estão causando espalhamento de elétrons para as reflexões selecionadas vão acabar projetadas sobre o aparato de formação de imagem.
Se as reflexões que são selecionados não incluem o feixe não disperso (que vai aparecer até no ponto focal da lente), então a imagem aparece escura onde nenhuma dispersão pela amostra do pico selecionado está presente, como uma região sem um espécime apareceria escura. Isso é conhecido como uma imagem de campo escuro.
METs modernos são frequentemente equipados com fixadores de espécime que permitem ao usuário inclinar o espécime numa faixa de ângulos de maneira a obter condições de difração específicas, e aberturas colocadas acima do espécime permitem ao usuário selecionar elétrons que seriam difratados em uma particular direção entrando no espécime.
Aplicações para este método incluem a identificação de defeitos de retículo em cristais. Por seleção cuidadosa da orientação da amostra, é possível não apenas determinar a posição dos defeitos, mas também determinar o tipo de defeito presente. Se a amostra for orientada de modo que um plano particular seja apenas ligeiramente inclinado para fora a partir do mais forte ângulo difrativo (conhecido como ângulo de Bragg), qualquer distorção do plano de cristal que localmente inclina o plano para o ângulo de Bragg vai produzir variações de contraste muito fortes. Entretanto, os defeitos que produzem somente o deslocamento de átomos que não inclinem o cristal para o ângulo de Bragg (i. e. deslocamentos paralelos ao plano do cristal) não irão produzir um forte contraste.

#### Perda de energia dos elétrons
Utilizando a técnica avançada de EELS (do inglês Electron Energy Loss Spectroscopy, espectroscopia de perda de energia de elétrons, também conhecida como espectroscopia de impacto de elétrons), para METs devidamente equipados, elétrons pode ser rejeitados com base em sua voltagem (tensão) (a qual, devido à carga constante é sua energia), usando-se dispositivos baseados em setor magnético conhecidos como espectrômetros EELS. Estes dispositivos permitem a seleção de valores específicos de energia, que podem ser associados com a maneira como os elétrons interagem com a amostra. Por exemplo, diferentes elementos em uma amostra resultam em diferentes energias de elétrons no feixe após a amostra. Isto normalmente resulta em aberração cromática - no entanto este efeito pode, por exemplo, ser usado para gerar uma imagem que fornece informações sobre a composição elementar, baseado na transição atômica durante a interação elétron-elétron.
Espectrômetros EELS podem muitas vezes ser operados nos dois modos, de espectroscopia e de imagem, permitindo o isolamento ou rejeição de feixes elasticamente dispersos. Como para muitas imagens o espalhamento inelástico irá incluir informações que não podem ser de interesse para o investigador, reduzindo assim os sinais observáveis de interesse, a imagem de EELS pode ser usada para realçar o contraste das imagens observadas, incluindo tanto o campo brilhante e a difração, rejeitando componentes indesejáveis.

#### Contraste de fase
A estrutura do cristal também pode ser analisada por microscopia eletrônica de transmissão de alta resolução (METAR, ou HRTEM, de High Resolution Transmission Electron Microscopy), também conhecida como contraste de fase. Quando se utiliza uma fonte de emissão de campo, de espessura uniforme, as imagens são formadas devido às diferenças de fase das ondas de elétrons, que é causada pela interação com o espécime. A formação da imagem é dada pelo módulo complexo dos feixes de elétrons incidentes. Como tal, a imagem não é apenas dependente do número de elétrons que atingem a tela, fazendo interpretação direta de imagens de contraste de fase mais complexa. No entanto, este efeito pode ser usado como uma vantagem, pois pode ser manipulado para fornecer mais informações sobre a amostra, como nas técnicas complexas de recuperação de fase.

### Difração

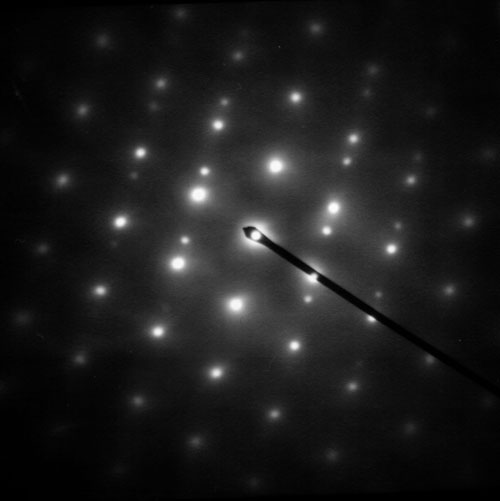
Padrão de difração cristalina de um grão geminado de aço austenítico FCC

Como anteriormente apresentado, por ajuste das lentes magnéticas de maneira que o plano focal posterior da lente e não o plano de imagem seja colocado sobre o aparato de imagem, pode ser gerado um padrão de difração. Para amostras cristalinas finas, este produz uma imagem que consiste em um padrão de pontos no caso de um único cristal, ou uma série de anéis, no caso de um material sólido policristalino ou amorfo. Para o caso de um cristal único, o padrão de difração é dependente da orientação do modelo e da estrutura da amostra iluminada pelo feixe de elétrons. Esta imagem dá ao pesquisador informações sobre as simetrias de grupo de espaço no cristal e a orientação do cristal para o trajeto do feixe. Isso geralmente é feito sem a utilização de qualquer informação além da posição em que os pontos de difração aparecem e as simetrias da imagem observada.
Padrões de difração pode ter uma ampla faixa dinâmica, e para as amostras cristalinas, podem ter intensidades maiores do que aqueles registráveis CCD. Como tal, METs ainda podem ser equipados com cartuchos de filme a fim de obter estas imagens, como o filme é um detector de uso único.

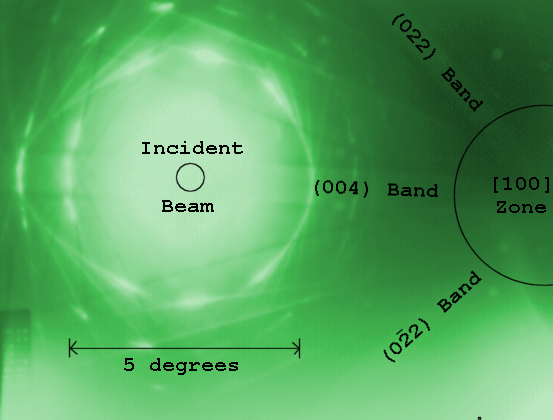
Linhas de Kikuchi de feixe convergentes do silício, próximo a zona axial [100].

Análise de padrões de difração além da posição de ponto podem ser complexas, devido a imagem ser sensível a uma série de fatores, tais como a espessura das amostras e sua orientação, desfoque da lente objetiva, aberrações esférica e cromática. Embora a interpretação quantitativa do contraste mostrado em imagens de retículo seja possível, é inerentemente complicada e pode exigir extensivas simulação computacional e análise, como a análise multislice eletrônica.
Comportamento mais complexo no plano de difração também é possível, com fenômenos como as linhas de Kikuchi decorrentes de múltipla difração dentro da rede cristalina. Em difração de elétrons de feixe convergente (CBED, convergent beam electron diffraction) onde uma frente de onda de elétrons não paralela, i.e. convergente, é produzida por concentrar o feixe de elétrons em uma sonda fina na superfície da amostra, a interação do feixe convergente pode fornecer informações além dos dados estruturais tal como a espessura da amostra.

### Imagem em três dimensões
Como fixadores de amostras de METs geralmente permitem a rotação de uma amostra em um ângulo desejado, múltiplas visões do mesmo espécime podem ser obtidas pela rotação do ângulo da amostra ao longo de um eixo perpendicular ao feixe. Ao tomar várias imagens MET de uma única amostra em ângulos diferentes, geralmente em incrementos de 1°, um conjunto de imagens conhecido como uma "série de inclinação" (tilt séries) podem ser recolhidas. Sob condições puramente de contraste de absorção, esse conjunto de imagens pode ser usado para construir uma representação tridimensional da amostra.
A reconstrução é realizada por um processo de duas etapas, primeiro as imagens são alinhadas em função dos erros no posicionamento de uma amostra; tais erros podem ocorrer devido à vibração ou movimentação mecânica. Métodos de alinhamento usam algoritmos de registro de imagem, tais como métodos de autocorrelação para corrigir esses erros. Secundariamente, usando uma técnica conhecida como retroprojeção filtrada (transformada de Radon), as fatias de imagem alinhadas podem ser transformadas de um conjunto de imagens bidimensionais, Ij(x,y), em uma única imagem tridimensional, I'j(x,y,z). Esta imagem tridimensional é de particular interesse quando a informação morfológica é necessária, um estudo posterior pode ser realizado utilizando algoritmos de computador, tais como isosuperfícies (isosurface) e fatiamento de dados (data slicing) para analisar os dados.
Como amostras em METs não podem normalmente ser vistas em uma rotação completa de 180°, as imagens observadas normalmente sofrem de uma "cunha perdida" de dados, as quais quando usando-se métodos de retroprojeção baseada em Fourier diminui a faixa de freqüências resolúvel na reconstrução tridimensional. Técnicas mecânicas, tais como inclinação multi-eixos, bem como as técnicas numéricas existem para limitar o impacto da falta de dados sobre a morfologia do espécime observado. Variantes desse método, designado como análise de partícula única, usa imagens de objetos idênticos múltiplos em diferentes orientações para produzir os dados de imagem requeridos para a reconstrução tridimensional. Assumindo que os objetos não têm orientações preferenciais significativas, este método não sofre com a carga de dados em falta, no entanto, pressupõe que os diversos objetos com imagens podem ser tratadas como se os dados tivessem sido gerados a partir de um único objeto.

## Preparação da amostra
A preparação das amostras em um MET pode ser um processo complexo. Espécimes para METs são obrigados a ter, no máximo, centenas de nanômetros de espessura, pois do contrário radiação nêutron ou de raios X do feixe de elétrons interage rapidamente com a amostra, um efeito que aumenta aproximadamente com o quadrado do número atômico (z2). Amostras de alta qualidade terão uma espessura que é comparável com o caminho livre médio dos elétrons que viajam através das amostras, que pode ser apenas de umas poucas dezenas de nanômetros. A preparação de espécimes de MET é específica para o material sob análise e as informações desejadas a obter do espécime. Como tal, diversas técnicas genéricas têm sido utilizadas para a preparação das seções finas necessárias.
Materiais que têm dimensões suficientemente pequenas para serem transparentes a elétrons, tais como pós ou nanotubos podem ser rapidamente preparados pela deposição de uma amostra diluída contendo o espécime em grades de apoio ou filmes. Nas ciências biológicas, a fim de suportar o vácuo do instrumento e facilitar o tratamento, as amostras biológicas podem ser fixadas usando um material de coloração negativa, tal como acetato de uranilo ou pela incorporação em plásticos. Alternativamente amostras pode ser fixadas em temperaturas de nitrogênio líquido, após a incorporação em gelo vítreo. Em ciência dos materiais e metalurgia as amostras tendem a ser naturalmente resistentes ao vácuo, mas ainda devem ser preparadas como uma folha fina, ou gravadas de modo que parte da amostra seja fina o suficiente para o feixe penetrar. Restrições sobre a espessura do material pode ser limitada pela seção transversal de dispersão dos átomos a partir do qual o material é composto.

### Seccionamento de tecido
Pela passagem de amostras sobre uma borda de vidro ou diamante, pequenas seções finas podem ser facilmente obtidas através de um método semi-automático. Este método é usado para obter amostras finas, minimamente deformadas, que permitem a observação de amostras de tecido. Além disso, amostras inorgânicas têm sido estudadas, como o alumínio, embora este uso é limitado devido a graves danos induzidos nas amostras menos macias. Para evitar acúmulo de carga na superfície da amostra, temos que amostras de tecido devem ser revestidas com uma fina camada de material condutor, como carbono, onde a espessura do revestimento é de vários nanômetros. Isto pode ser conseguido através de um processo de deposição de arco elétrico usando um dispositivo de revestimento por pulverização catódica.

### Coloração da amostra

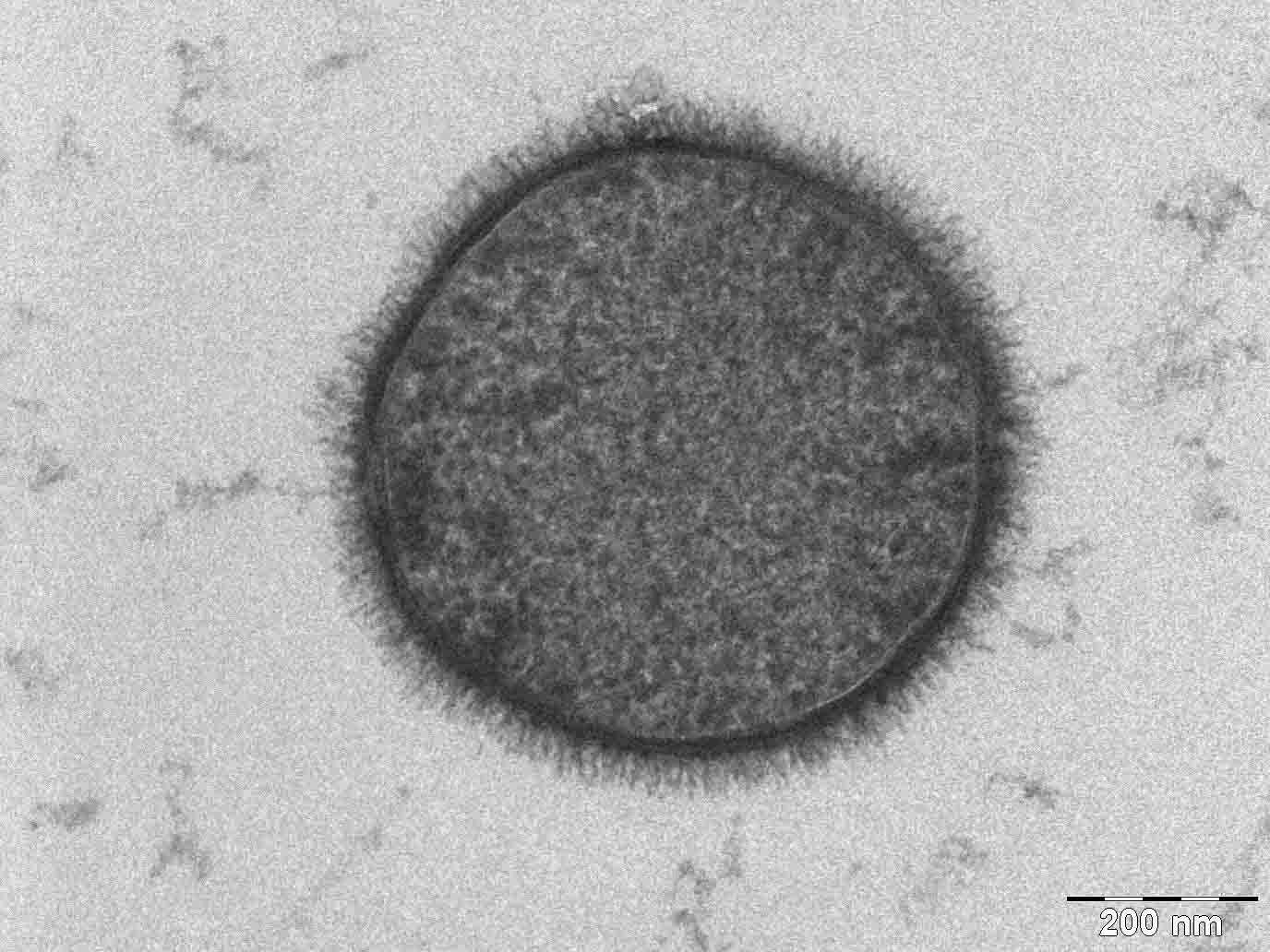
Uma seção de uma célula de Bacillus subtilis, tomada de um TEM Tecnai T-12. A barra de escala é 200 nm.

Detalhes em amostras submetidas a análise em miscroscópios óticos podem ser realçadas pelo uso de corantes que absorvem luz em determinados comprimentos de onda; similarmente amostras de tecidos biológicos em METs podem utilizar pigmentos de alto número atômico para realçar contraste. O pigmento absorve elétrons ou dispersa parte do feixe de elétrons que de outra forma seria projetado sobre o sistema de imagem. Compostos de metais pesados tais como o ósmio, chumbo ou urânio podem ser usados previamente à observação no MET para depositar seletivamente átomos densos em elétrons pela amostra em regiões celulares ou proteicas desejadas, requerendo uma compreensão de como se ligam metais pesados em tecidos biológicos.

### Fresagem mecânica
Polimento mecânico pode ser usado para preparar amostras. O polimento necessita ser feito com alta qualidade, para garantir espessura constante da amostra em toda a região de interesse. Um composto para polimento com diamante ou nitreto de boro cúbico pode ser usado nos estágios finais do polimento para remover todos os riscos que podem causar flutuações do contraste devido às variações de espessura da amostra. Mesmo depois de cuidadoso tratamento mecânico, métodos finos adicionais - tal como ataque de íons - podem ser requeridos para realizar estágios finais de adelgaçamento.

### Fresagem química
Certas amostras podem ser preparadas por fresagem química, particularmente espécimes metálicos. Estas amostras são afiladas usando-se um decapante químico, tal como um ácido, para preparar a amostra para a observação em um MET. Dispositivos para controlar o processo de afilamento podem permitir ao operador controlar tanto a voltagem como a corrente passando através do espécime, e podem incluir sistemas para detectar quando a amostra está sendo afilada a um nível suficiente de transparência óptica.

### Fresagem iônica

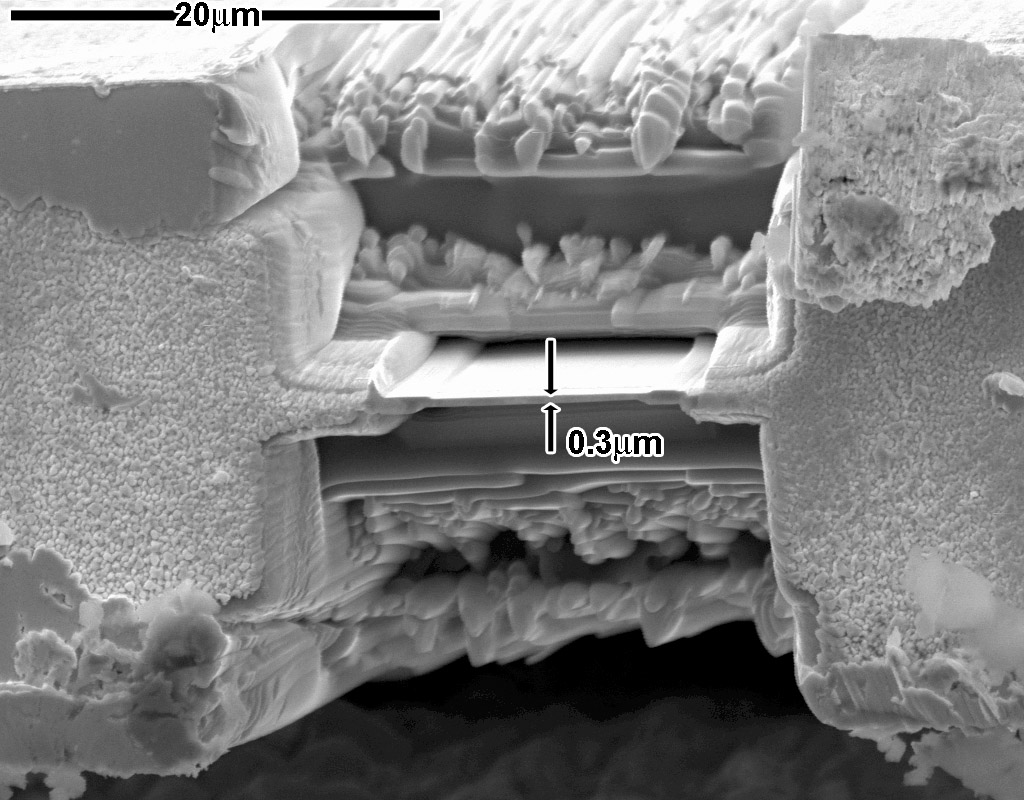
Imagem de MEV uma fina amostra de MET fresada por FIF. A membrana fina mostrada aqui é adequada para exame em MET, no entanto, a ~300 nm de espessura, não seria adequado para MET de alta resolução sem fresagem suplementar.

A fresagem iônica é um processo de pulverização que pode remover quantidades muito finas de material. É usada para realizar um polimento dinal de espécimes polidos por outros meios. A fresagem iônica usa um gás inerte passando através de um campo elétrico para gerar uma corrente de plasma que é direcionada para a superfície da amostra. As energias de aceleração para gases tais como o argônio são normalmente uns poucos kilovolts. A amostra pode ser girada para promover ainda o polimento da superfície da amostra. A taxa de pulverização de tais métodos é de uma ordem de dezenas de micrômetros por hora, limitando o método a somente polimento extremamente fino.
Mais recentemente métodos de feixe de íon focalizado (FIF, ou FIB, do inglês focussed ion beam) têm sido usados para preparar amostras. FIF é uma técnica relativamente nova para preparar amostras finas para exame em MET a partir de espécimes maiores. Devido a FIF poder ser usada para tratamento de amostras micromáquinas (nanotecnologia) muito precisamente, é possível usinar membranas muito finas de uma área específica de interesse em uma amostra, tal como um semicondutor ou metal. Diferentemente de pulverização de íon de gás inerte, FIF faz uso de íons de gálio significativamente mais energéticos e pode alterar a composição ou estrutura do material através da implantação de gálio.

## Modificações
As capacidades dos METs podem ser posteriormente estendidas por estágios adicionais e detectores, algumas vezes incorporados no mesmo microscópio. Um criomicroscópio eletrônico (CrioMET) é um MET com um fixador de espécime capaz de manter o espécime em temperaturas de nitrogênio líquido ou hélio líquido. Isto permite imagens de espécimes preparados em gelo vítreo, a técnica de preparação preferida para imagens de moléculas individuais ou arranjos de macromoléculas.
Um MET pode ser modificado em um microscópio eletrônico de varredura por transmissão (STEM, de scanning transmission electron microscope) pela adição de um sistema que faz o feixe percorrer (varrer) a amostra para formar a imagem, combinado com detectores apropriados. Bobinas de varredura são usadas para desviar o feixe, como por um deslocamento eletrostático do feixe, onde o feixe é então coletado usando um detector de corrente, como um copo de Faraday, o qual atua como um contador direto de elétrons. Por correlação da contagem de elétrons à posição do feixe de varredura (conhecida como a "prova"), o componente transmitido do feixe pode ser medido. Os componentes não transmitidos podem ser obtidos tanto pela inclinação do feixe como pelo uso de detectores de campo escuro anular.
Experimentos in situ podem também ser conduzidos, tais como reações in situ ou testes de deformação de materiais.
Pesquisas modernas com METS podem incluir corretores de aberrações para reduzir a quantidade de distorção na imagem. Feixe incidente de monocromadores podem também ser usados, os quais reduzem a amplitude da energia do feixe de elétrons incidentes para menos de 0,15 eV.

### Microscópio eletrônico de baixa voltagem
O microscópio eletrônico de baixa voltagem (MEBV, ou LVEM, de low voltage electron microscope) é uma combinação de MEV, MET e MEVT em um instrumento, o qual opera em voltagem de aceleração de elétrons relativamente baixa, de kV. A baixa voltagem aumenta o contraste de imagem o que é especialmente importante para espécimes biológicos. Este aumento no contraste reduz significativamente, ou até mesmo elimina, a necessidade de coloração/pigmentação. Amostras em geral seccionadas precisam ser mais finas do que seriam para MET convencionais (20-65 nm). Resoluções de uns poucos nm são possíveis nos modos MET, MEV e MEVT.

### Microscopia crioeletrônica
Esta técnica permite aos METs serem usados para visualizar estrutura molecular de proteínas e moléculas grandes. Microscopia crioeletrônica envolve a visão inalterada de conjuntos macromoleculares por congelá-los, colocando-os em uma grade e obtendo as imagens por detecção de elétrons que transmitem através do espécime.

### Microscópio eletrônico de transmissão de alta velocidade
Muitos fenômenos em biologia, química e ciência dos materiais ocorrem a taxas que são significativamente mais rápidas que aquelas que podem ser capturadas com técnicas padrão de vídeos. Isto levou ao desenvolvimento dos microscópios eletrônicos de transmissão de alta velocidade, também chamados de microscópios eletrônicos de transmissão dinâmica (DTEM, dynamic transmission electron microscopy).
O microscópio eletrônicos de transmissão de alta velocidade foi desenvolvido para a análise de processos não periódicos rápidos induzidos por laser na escala de tempo de nanosegundos. Pulsos de elétrons de 7 a 11 ns são produzidos por um fotocátodo estimulado a laser. O canhão de elétron pode ser usado tanto para a exposição na escala de nanossegundos como na operação estacionária convencional. Este microscópio é operado em três diferentes modos: imagem de fundo brilhante, para estudo de alterações da textura e de transporte de material neutro; imagem de campo escuro, para plasmas transientes, e difração de área selecionada para estudo de rápidas transições de fase. Em 2003, sua resolução se encontrava na faixa de aproximadamente 200 nm.

## Limitações
Há uma série de inconvenientes para a técnica de MET. Muitos materiais requerem extensa preparação da amostra para produzir uma amostra fina o suficiente para ser transparente aos elétrons, o que torna análise por MET um processo relativamente demorado com um baixo volume de amostras. Sendo quase transparente aos elétrons, um substrato de grafeno tem sido capaz de mostrar isolados átomos de hidrogênio e moléculas de hidrocarbonetos. A estrutura da amostra também pode ser alterada durante o processo de preparação. Também o campo de visão é relativamente pequeno, aumentando a possibilidade de que a região analisada não possa ser característica de toda a amostra. Há um risco potencial que a amostra possa ser danificada por um feixe de elétrons, especialmente no caso de materiais biológicos.

### Limites de resolução
Ver também: Microscópio eletrônico de transmissão de aberração corrigida
O limite de resolução obtível em um MET pode ser descrito de diversos modos, e é tipicamente relacionado ao limite de informação do microscópio. Um valor comumente utilizado é um valor de corte da função de transferência de contraste, uma função que normalmente é citada no domínio da frequência para definir a reprodução de freqüências espaciais de objetos no plano do objeto pela ótica do microscópio. A freqüência de corte, qmax, para a função de transferência pode ser aproximada com a seguinte equação, onde Cs é o coeficiente de aberração esférica e λ é o comprimento de onda do elétron:
{\displaystyle q_{max}={\frac {1}{0.67(C_{s}\lambda ^{3})^{\frac {1}{4}}}}.}
Para um microscópio de 200 kV, com aberrações esféricas parcialmente corrigidas ("à terceira ordem") e um valor de Cs de 1 µm, um valor de corte teórico pode ser 1/qmax = 42 pm. O mesmo microscópio sem um corretor teria Cs = 0.5 mm e então um corte de 200-pm. Praticamente, as aberrações esféricas são suprimidas nos melhores, microscópios de "aberração corrigida". Sua resolução é entretanto limitada pela geometria da fonte de elétrons, aberrações de brilho e cromática e sistema de lentes da objetiva.
Curiosamente, a representação do domínio da frequência da função de transferência do contraste pode frequentemente ter uma natureza oscilatória, que pode ser ajustado variando-se o valor focal da lente objetiva. Esta natureza oscilatória implica que algumas frequências espaciais formam imagens fiéis pelo microscópio, enquanto outras são reprimidas. Ao combinar várias imagens com diferentes frequências espaciais, o uso de técnicas como a reconstrução da série focal pode ser utilizado para melhorar a resolução do MET, de forma limitada. A função de transferência do contraste pode, em certa medida, ser aproximada experimentalmente através de técnicas como imagens de transformadas de Fourier de material amorfo, como o carbono amorfo.
Mais recentemente, avanços no projeto do corretor de aberrações tem sido hábeis em reduzir as aberrações esféricas e em obter resolução abaixo de 0,5 Ångströms (50 pm) em magnificações acima de 50 milhões de vezes. Resolução melhorada permite a imagem de átomos mais leves que a dispersão elétrons menos eficientemente, como os átomos de lítio em materiais de baterias de lítio. A habilidade de determinar a posição dos átomos dentro dos materiais fez com que o METAR (HRTEM) seja uma ferramenta indispensável para pesquisa em nanotecnologia e desenvolvimento em muitos campos, incluindo catálise heterogênea e o desenvolvimento de dispositivos semicondutores para eletrônica e fotônica.

## Fabricantes
Os principais fabricantes de METs incluem JEOL, Hitachi High-technologies, FEI Company (a partir da fusão com Philips Electron Optics) e Carl Zeiss.